# Hemerobius atrifrons
Hemerobius atrifrons là một loài côn trùng trong họ Hemerobiidae thuộc bộ Neuroptera. Loài này được McLachlan miêu tả năm 1868.